# Angela Mariella
Angela Mariella (Foggia, 12 aprile 1966) è una giornalista italiana.

## Biografia
Angela Mariella è stata la direttrice di Rai Isoradio dal novembre del 2020 al 13 giugno 2023. Precedentemente è stata la vicedirettrice di GR-Radio1.
Ai vertici della radiofonia italiana arriva dopo vent'anni di lavoro giornalistico a Rai Radio1, dove è entrata con una serie di contratti a termine come giornalista professionista, cominciata nel 1998 anno in cui consegue il Diploma di Giornalismo della Università LUISS Guido Carli.
Il Master in giornalismo conseguito con il massimo dei voti segue la laurea in Lettere all'Università di Bari conseguita con la massima votazione di 110 e Lode con una tesi di laurea in Storia del Cinema e dello Spettacolo dedicata alla Trilogia dei colori di Kieslowski. Alla fine del 1998, con uno stage alla neonata Gr- Parlamento, si aprono per Mariella le porte di Radio Rai.
I primi quattro anni di contratti a Rai GR-Parlamento sono stati una grande palestra di microfono e di Istituzioni. Con l'assunzione a tempo indeterminato arriva il passaggio alla Redazione Politica dei Giornali Radio. Per quasi 10 anni è cronista e inviata di cronaca Politico-Parlamentare in cui alterna la sapienza del Pastone politico al brivido della diretta dalla strada anche come inviata al seguito della Presidenza del Consiglio.
Con lo storico programma Baobab scopre il piacere inebriante della conduzione da studio e il rapporto con gli ascoltatori. Poi è venuto il piacere della scrittura e della realizzazione dei programmi, oltre dodici quelli che ha ideato e curato per quasi un triennio dal 2008 al 2011.
Dal 2012 al 2017 guida come caporedattore e caporedattore Centrale il Gr3 del Mattino. Ai programmi su Radio1 torna con la direzione di Gerardo Greco che affida a Mariella la realizzazione del programma Mangiafuoco, l'attualizzazione del radiodramma fra storia e cronaca. Mangiafuoco, il romanzo della cronaca, con il claim "i bassifondi della notizia", diventa un programma di successo, leader degli ascolti e nel 2018 sarà il podcast più scaricato in Italia.
Angela Mariella comincia la sua storia professionale a Foggia dove diventa giornalista pubblicista lavorando in diverse testate giornalistiche locali e regionali. Prima nella redazione di Teleradioerre, passa poi a condurre il telegiornale di Telefoggia. Per Telenorba e Videoreporte cura documentari turistici e aziendali cura e conduce per molti anni un programma dedicato alla disabilità. Dopo numerose esperienze televisive approda alla carta stampata nella redazione del settimanale a diffusione regionale Protagonisti diretto da Piero Paciello.

## Riconoscimenti
Negli anni alla giornalista sono stati riconosciuti i seguenti premi:
- 2008 - Premio Nazionale Maria Grazia Cutuli menzione speciale[5]
- 2022 - Gran Prix Corallo Premio Radio[6]
- 2022 - Premio Alberto Sordi Family Award, Sezione Radiofonia[7]